# 圣彼得和圣保罗主教座堂 (喀山)

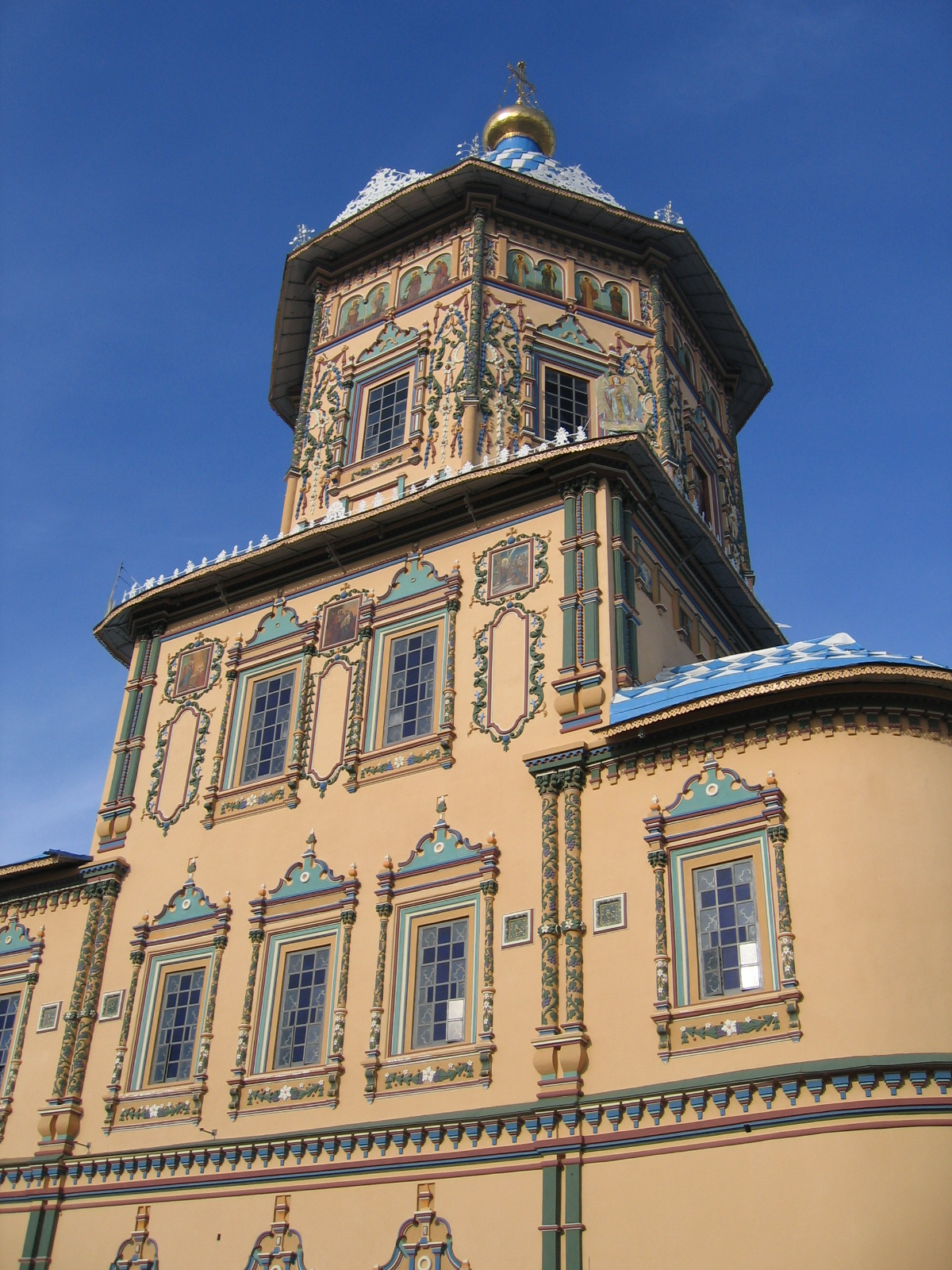
圣彼得和圣保罗主教座堂

圣彼得和圣保罗主教座堂（俄语：Петропавловский собор，Saints Peter and Paul Cathedral）是一座俄罗斯正教会教堂，位于鞑靼斯坦共和国喀山，莫斯科巴洛克风格。
该堂为纪念沙皇彼得大帝到访而建，建于1722年。负责建造的是喀山皇家工厂的厂主 Ivan Afanasievich Mikhlyaev。